# Istrums kapell
Istrums kapell är en tidigare kyrkobyggnad i Istrums församling i Skara stift som dekonsekrerades 2003. Det ligger i Istrum i Skara kommun. 

## Kyrkobyggnaden
Kapellet kallades för församlingshemmet då det även användes som ett sådant. Det uppfördes med medel insamlade av bland annat Istrums syförening och med en mängd fria dagsverken av församlingsborna. Ritningen utfördes kostnadsfritt av byggmästare J. Adolfsson. På så sätt kunde det uppföras mycket billigt. Kapellet invigdes i juni 1937 av biskop Gustaf Ljunggren. 
Byggnaden har en stomme av trä och består av långhus med nord-sydlig orientering med ingång i norr.
Sedan år 2003 är kapellet dekonsekrerat och sålt för att användas som bostad. När kapellet togs ur bruk flyttades samtliga lösa inventarier till Eggby kyrka och Eggby församlingshem.